# Ys
Pour les articles homonymes, voir YS.
Ys ou Is, parfois appelée Kêr Ys (en breton Kêr-Is), est une ville légendaire de Bretagne, qui aurait été engloutie par l'océan. Probablement issue d'un thème celtique autour de la femme de l'Autre Monde, la légende de la ville d'Ys a été christianisée. L'un des éléments originels est le personnage de Dahut. L'œuvre hagiographique de Pierre Le Baud, qui est la plus ancienne version écrite, présente l'engloutissement de la ville comme résultant des péchés de ses habitants, mettant en valeur les évangélisateurs bretons.
Une tradition bretonne a fait d'Is la capitale cornouaillaise du roi Gradlon, censée avoir été construite dans la baie de Douarnenez ou au large de celle-ci. Cette légende constitue l'un des récits bretons les plus populaires, et les plus connus en France.

## Étymologie
Ys se nomme Ker-Is en breton, littéralement « ville en dessous », « ville basse »),. Is signifie « bas » ou « sous », dans le sens de « sous la mer ». L'engloutissement de cette cité légendaire pourrait trouver des explications naturelles (raz-de-marée, tempête, séisme, affaissement de terrain, transgression flandrienne) liées à la situation d'une ville bâtie sur les bords de la mer, presque à son niveau, voire d'une île comme l'évoque le plus ancien texte en breton dans lequel Is est mentionnée (« L'Ancien Mystère de saint Guénolé », fin du xve siècle) et qui parle de an enezen a ys (« l'île du bas »).
La fausse étymologie traduisant le nom de la ville de Paris par « Semblable à l'Is » ("Par Is" ou Pareil à la ville d'Ys) est attestée dès la première mention de la légende par Le Baud, et connaît une très grande longévité jusqu'à la tradition populaire aujourd'hui,.

## Histoire et évolution du récit

### Résumé indicatif du récit
La ville d'Ys est au cœur d'un récit légendaire qui raconte les événements précédents la submersion de cette ville, jusqu'à sa disparition. La ville est submergée car les vannes, qui la protégeaient des flots, ont été ouvertes,. L'histoire raconte la façon dont cela s'est produit et le rôle qu'a pu jouer Dahud dans l'enchaînement des péripéties. Le récit explore également les choix du roi Gradlon (souverain de la ville d'Ys) qui doit intervenir face à cet événement.

### Récit mythologique
Globalement, Ys se rattache à deux groupes de mythes : celui des villes englouties et celui des femmes de l'Autre Monde, particulièrement irlandaises et galloises (brittoniques). La comparaison avec les autres mythes celtiques de submersion laisse apparaître un possible mythe originel commun impliquant une fée (ou femme de l'autre Monde) gardienne d'une vanne empêchant les eaux de se répandre, et qui cause l'inondation d'une grande ville.

### Différentes versions co-existent
- 1480 : Pierre Le Baud, Chronicques et Ystoires des Bretons (hagiographie)
- 1636 : Albert Le Grand, La vie de saint Gwénolé (hagiographie)
- 1839 : T. Hersart de la Villemarqué, Barzaz Breiz (tradition orale)
- 1844 : Émile Souvestre, Le Foyer breton (littérature)
- 1846 : Lai de Graelent Meur, 4e édition du Barzaz Breiz (tradition orale)
- 1883 : Guy de Maupassant, La Légende de Ker Ys (littérature)
- 1886 : Paul Sébillot, Légendes de la mer (tradition orale)
- 1893 : Anatole Le Braz, La Légende de la mort chez les bretons armoricains (1re éd.) (tradition orale)
- 1923 : Anatole Le Braz et Georges Dottent, Chapitre XI du recueil La Légende de la Mort (tradition orale)[12]
- 1926 : Charles Guyot, La Légende de la ville d'Ys d'après les textes anciens, Éditions d'Art Piazza (littérature)

Chronologie et nature des versions connues jusqu'au début du XXe siècle

La légende de la ville d'Ys est la plus connue des légendes maritimes en France, elle forme aussi le plus célèbre récit légendaire de Bretagne, grâce à la grande diffusion dont elle a bénéficié au XIXe siècle. Elle n'a cependant jamais été fixée.
Il n'existe aucune histoire originelle car les versions les plus anciennes sont postérieures à la christianisation de la Bretagne. Les différentes versions constituent des variations plus ou moins réussies autour d'un thème lui-même peu stable. Il existe une grande quantité de versions, plus ou moins éloignées du mythe. La légende s'est construite et se construit encore au gré des imaginations.
Cette élaboration progressive de l'histoire est étudiée par Louis Ogès, qui montre comment chaque auteur se l'est appropriée pour son propre compte au fil des siècles. La « tradition populaire » est presque toujours invoquée pour donner du poids ou justifier des créations littéraires personnelles. D'abord hagiographique, la légende est contée et chantée localement avant de se diffuser à l'écrit dans toute la France grâce à Émile Souvestre et Auguste Brizeux, en particulier.
Le récit à l'origine de la plupart des versions en circulation depuis le XXe siècle est dû à Charles Guyot, et date de 1926.
D'après Françoise Le Roux et Christian-Joseph Guyonvarc'h, le personnage de Malgven, « reine du Nord » et mère de Dahud, ainsi que le cheval Morvarc'h ne sont que ses inventions littéraires. C'est pourtant cette version qui est racontée comme étant la « version canon » de la ville d'Ys depuis le milieu du XXe siècle, notamment par Jean Markale et Michel Le Bris.

### Versions hagiographiques

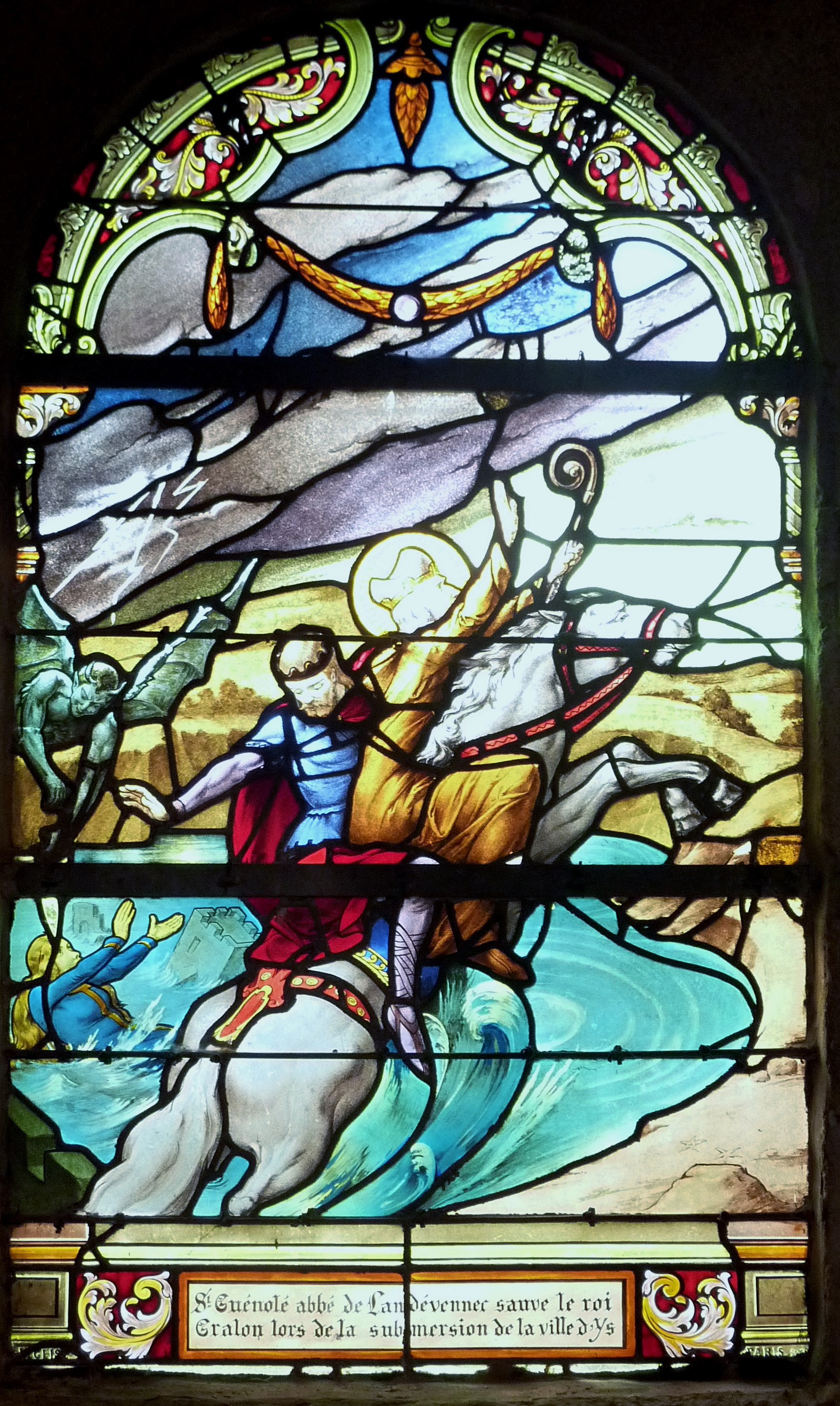
Kerlaz : église paroissiale Saint-Germain, vitrail de Gabriel Léglise représentant « Saint Guénolé, abbé de Landévennec, sauvant le roi Gradlon lors de la submersion de la ville d'Ys ».

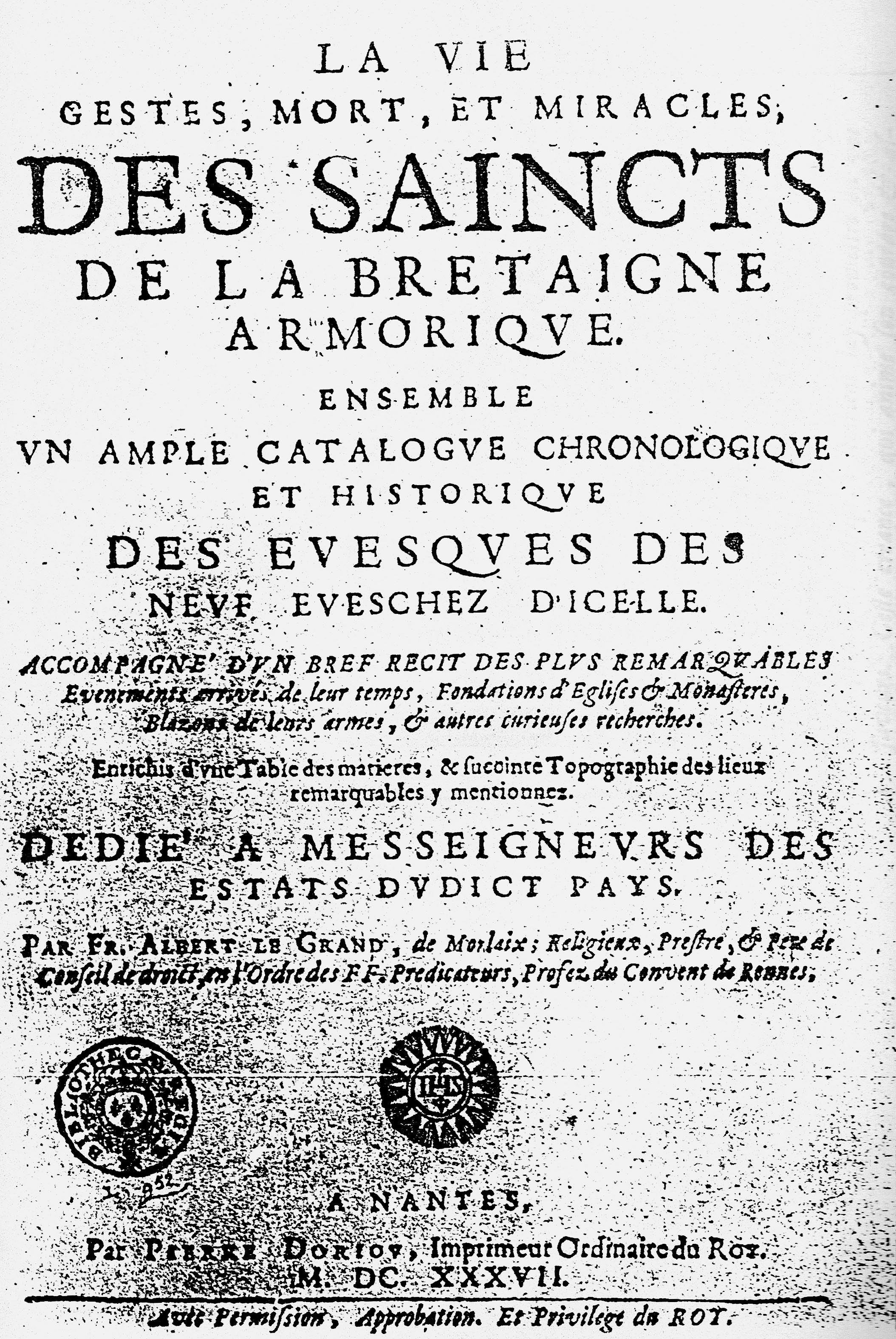
Page de titre de la première édition de La Vie des saincts de la Bretaigne armorique par Albert Le Grand, 1636, source de la plupart des versions anciennes de la légende de la ville d'Ys.

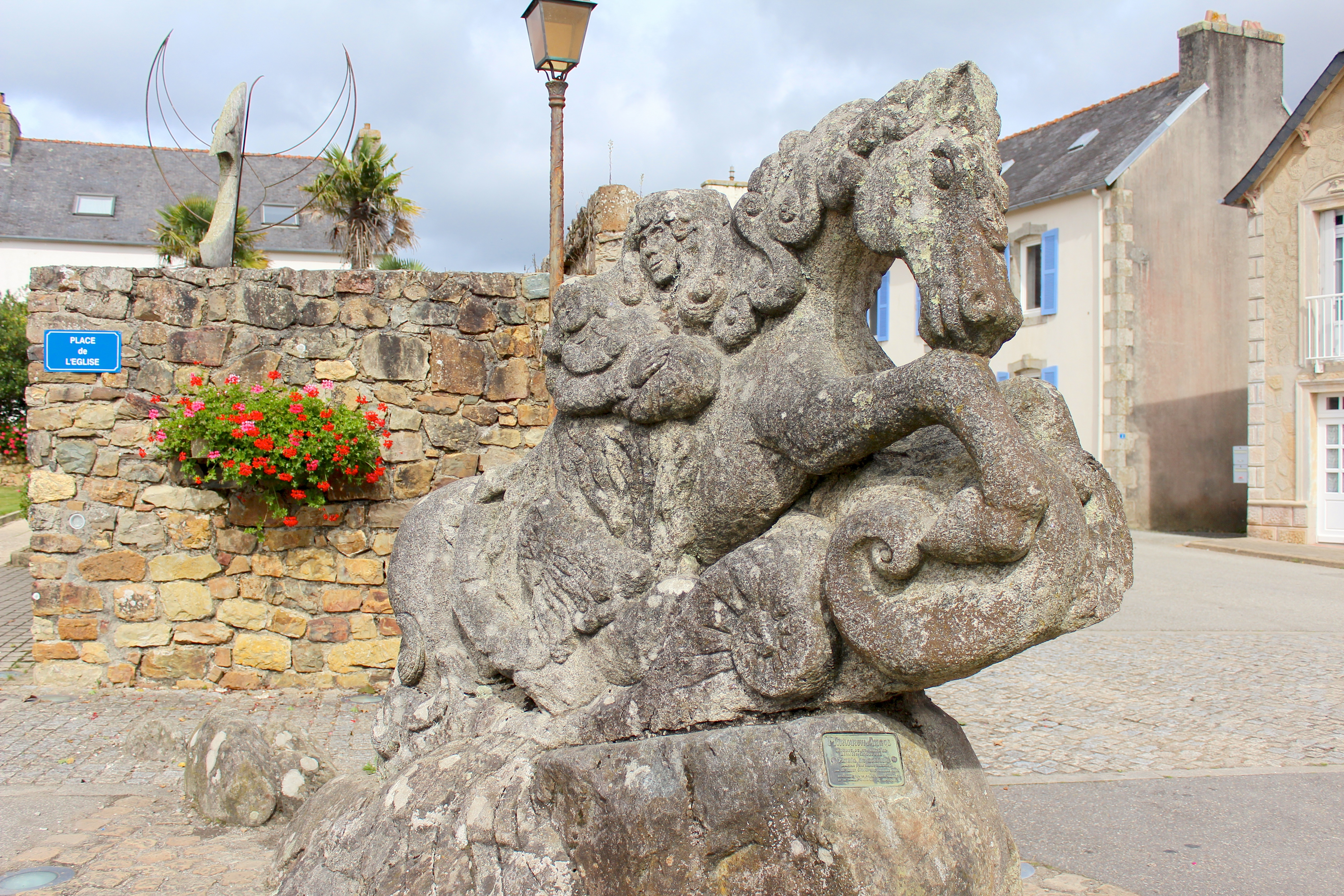
Patrig Ar Goarnig réalise en 1990 Morvarc'h Argol, statue équestre du roi Gradlon qui présente sur chacun de ses flancs la version païenne et chrétienne de la légende.

La plus ancienne mention connue de la ville d'Ys provient de l'historien breton Pierre Le Baud, dans ses Chronicques et Ystoires des Bretons, manuscrit achevé en 1480. Elle fait intervenir saint Corentin, consacré évêque par saint Martin après avoir assisté à la submersion de la cité du Léon à cause des péchés de ses habitants. D'après Baud, « Le roi Gradlon en réchappa miraculeusement », et les vestiges de la ville visibles sur la rive furent nommés « Ys ». Ce résumé très court montre qu'au XVe siècle, le mythe d'Ys est déjà christianisé. Cette réception dans le corpus hagiographique garantit l'authenticité d'une conception organisée dans la Cornouaille primitive. Bertrand d'Argentré signale en 1583 cette croyance en la ville engloutie d'Ys, ajoutant qu'il n'y a aucun témoin de cela, ce qui semble rattacher cette histoire à la légende. La version tout aussi hagiographique d'Albert Le Grand, au XVIIe siècle, est intitulée La vie de saint Gwénolé. Elle achève la christianisation du thème, en introduisant la punition divine. Dans la version la plus ancienne de Pierre le Baud en 1495, Dahut n'apparaît pas. Elle apparaît en 1636 avec celle d'Albert le Grand dans La Vie des saints de la Bretagne Armorique : « cause principale à la Princesse Dahud, fille impudique du bon Roy, laquelle périt en cet abysme [...] ». La littérature bretonne postérieure s'appuie sur cette version.
Ce sont également les versions hagiographiques qui semblent avoir introduit le faste de la ville d'Ys. Une seconde version de la Vita de saint Guénolé précise que le saint reproche au roi Gradlon le luxe de sa cour, les soieries, l'or et les festins dont il se délecte. Pour Arthur de La Borderie, cette Vita est à l'origine des versions postérieures de la légende d'Ys qui décrivent toutes la cour de Gradlon comme luxueuse et débauchée.

### Versions littéraires

#### Émile Souvestre
Émile Souvestre raconte une version de la légende d'Ys dans Le Foyer Breton, où l'homme de Dieu est saint Corentin, le saint patron de la ville de Quimper. Dans sa version, Ys est donc située au large de Quimper. Ce n'est pas Dahut qui ouvre les vannes protégeant la ville, mais le Diable, qui a volé les clés d'argent gardées par le roi Gradlon après une nuit d'orgie passée avec la princesse. Sa version ne peut être considérée comme rattachée directement au folklore breton, car Souvestre est connu pour avoir beaucoup arrangé et modifié ses récits. Il s'inspire vraisemblablement de la version de Pierre Le Baud ainsi que des Grandes chroniques de la Bretagne d'Alain Bouchart.

#### Lai de Graelent Meur
Théodore Hersart de la Villemarqué inclut le lai de Graelent Meur après la quatrième édition du Barzaz Breiz. Son authenticité est sujette à caution car La Villemarqué paraît s'être inspiré de thèmes gallois. Bien qu'il l'attribue à Marie de France, ce lai ne semble donc pas être l'une de ses œuvres. Il est fait référence à l'anonyme de Ravenne (géographe qui cite Ker Is ou Chris).

#### Charles Guyot
La rencontre de Gradlon et Malgven est un ajout de Charles Guyot (1926). Cet ajout rattache l'histoire à la mythologie nordique, en inventant une ascendance « féerique » à Dahut. Le roi Gradlon de Cornouaille y possède de nombreux navires qu'il utilise pour guerroyer dans les pays du Nord. Fatigué de ces combats, les marins de Gradlon refusent de poursuivre le siège d'une forteresse inconnue. Gradlon les laisse repartir en Cornouaille et choisit de demeurer dans les contrées septentrionales. Désormais seul, le souverain rencontre une femme à la chevelure rousse, Malgven, la reine du Nord. Elle le prie de tuer son mari pour pouvoir être délivrée. Ils tuent le roi du Nord et enfourchent Morvarc'h (« cheval de mer » en breton), la monture magique de Malgven. L'animal noir crache du feu par ses naseaux et peut galoper sur la mer, particularité que la légende associe au fait que le cheval galopait tellement vite que ses sabots n'avaient pas le temps de s'enfoncer dans l'eau. Ils retrouvent leur navire[réf. nécessaire].
Gradlon et Malgven restent un an en mer, si bien que Malgven donne naissance à une fille, Dahut. Dahut est passionnée par la mer et demande à son père de lui bâtir une cité marine. Il est fait selon son désir : la ville souhaitée est construite sur le fond de la baie de Douarnenez et on l’appelle Ys. Dahut souhaite une ville sans église. Au début du règne de Gradlon, la ville se trouve sous le niveau de la mer à marée haute. Une très haute digue est élevée par les korrigans afin d'empêcher l'eau d'engloutir la ville. Seule une porte de bronze permet d'entrer ou de sortir de la ville. Dahut en confie la clef à son père, le roi. Ys est florissante et heureuse. Cependant, en dépit des sermons de saint Guénolé, Ys devient un lieu de péchés sous l'influence de Dahut qui y organise des orgies. Elle a l'habitude de faire tuer ses amants le matin venu. Son comportement est tel que Dieu décide de la punir. Un chevalier vêtu de rouge arrive à Ys, et provoque son engloutissement avec le vol de la clé et l'ouverture de la porte. Pour échapper au désastre, le roi Gradlon et sa fille montent sur Morvarc'h. Mais saint Guénolé accourt à leur suite et demande à Gradlon de repousser sa fille.Gradlon refusant, Guénolé précipite Dahut dans la mer. L'eau engloutit Ys et Dahut devient une sirène[réf. nécessaire].

#### Autres
En 1883, Guy de Maupassant publie « La Légende de Ker Ys » dans la revue Le Gaulois. Le récit est très court, mais typique de la vision romantique de l'histoire.
En 1895, Robert W. Chambers publie Le Roi en Jaune, recueil de nouvelles horrifiques, notamment La Demoiselle d'Ys. Dans ce récit court, un voyageur américain se perd en forêt de Brocéliande et fait la rencontre d'une jeune femme vêtue à la mode du XVIe siècle et accompagnée par sa suite[réf. nécessaire].
En 1935, Roparz Hemon publie en breton une version différente de la légende de Ker Ys, où Dahud, la fille du roi Gradlon, est une sainte qui tente de protéger Kêr Ys de la destruction provoquée par l'arrivée d'un homme de pouvoir riche. Roparz Hemon présente cette version comme étant celle contée par les paroissiens d'une ancienne chapelle située entre le Ménez-Hom et Douarnenez.  En langue bretonne, il faut encore mentionner le roman Ar Gêr villiget (La ville maudite) de Yeun ar Gow, publié en version reprographiée en 1962 et réédité en 2001. 
En langue bretonne toujours, les éditions Emgleo Breiz publient en 1957 un premier recueil de légendes racontées par Pierre-Jakez Hélias : Mojennou Breiz. I. Ar Mor (Légendes de Bretagne. I. La mer) qui incluent les légendes intitulées Linvadenn Gêr-Iz (La submersion de la ville d'Is) et Mari ar Hap (Marie du Cap). Une édition française est publiée la même année par les éditions d'art Jos Le Doaré. La submersion d'Is y commence par « Quand la grande marée de mars, qu'on appelle marée de Saint-Guénolé se produit précisément le vendredi de La Croix.. ». Mari ar Hap devient Marie-Morgane et décrit la triste vie « d'Ahès-Dahut, devenue Marie-Morgane pour le temps de sa damnation »« Et la ville d'Is attend toujours que finisse, enfin, la messe de rachat ». 

### Versions orales

#### Collectées par Paul Sébillot
Lors de ses collectages, Sébillot ne parvient pas à trouver de version orale complète de la légende de la ville d'Ys, mais il en rassemble des « débris ». Une version datée de 1830 veut que la ville d'Ys puisse être sauvée par le sang du Christ. Une messe fut alors célébrée avec un lancer du précieux calice depuis le haut de la cathédrale :

« Si l’on avait pu atteindre le vase avant qu’il eût tombé à terre et le porter intact jusqu’à la baie de Douarnenez pour le précipiter dans la mer, le prêtre aurait achevé la messe de saint Guénolé et Ys serait revenue à la vie, aussi belle qu’elle était autrefois. »

— Paul Sébillot, Le folk-lore de France. Tome deuxième. La mer et les eaux douces

#### Collectées par Anatole Le Braz

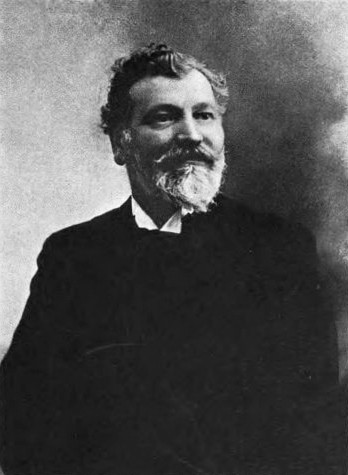
Anatole Le Braz a collecté divers éléments de tradition orale sur la ville d'Ys.

Anatole Le Braz collecte à la fin du XIXe siècle des éléments du folklore oral de Basse-Bretagne relatifs à la Ville d'Ys. Bien qu'il s'agisse de fragments sans cohérence, et qu'ils ne permettent pas de reconstituer une version préchrétienne de la légende, pour Françoise Le Roux et Christian J. Guyonvarc'h, ils permettent d'y discerner le thème de la femme de l'Autre Monde. Une différence importante avec la version de Souvestre réside dans le fait que Dahut est repoussée dans l'eau par son père, et non par la crosse du saint.
Le Braz recueille le motif de la « dormition » d'Ys en 1887 à Douarnenez, auprès de Prosper Pierre. Un marin aurait vu en plongeant au large une cathédrale illuminée. Il confie sa vision au recteur, qui lui répond « Vous avez vu la cathédrale d’Is. Si vous vous étiez proposé au prêtre pour lui répondre sa messe, la ville d’Is tout entière serait ressuscitée des flots et la France aurait changé de capitale ». Dans l'introduction à l'édition 1906 de La légende de la mort, Léon Marillier signale cette vision d'Ys comme ville « suspendue » par son engloutissement, plutôt qu'anéantie : « Quand la ville fut engloutie, chacun garda l’attitude qu’il avait et continua de faire ce qu’il faisait au moment de la catastrophe. Les vieilles qui filaient continuent de filer. Les marchands de drap continuent de vendre la même pièce d’étoffe aux mêmes acheteurs » [...] « il y avait dans Ys cent cathédrales et, dans chacune d’elles, c’était un évêque qui officiait. Quand la ville fut engloutie, chacun garda l’attitude qu’il avait et continua de faire ce qu’il faisait au moment de la catastrophe ». Le Braz recueille à Callac un récit qui place la demeure d'Ahès (Dahut) « à cent lieues du large », et c'est de là qu'elle « parcourt la mer en chantant, accompagnée d'une grande baleine qui ne la quitte jamais et dévore tous les marins que la sirène a séduits ». Tina Fouquet, conteuse sur l'île de Sein, ajoute que depuis que son père Grallon l'a repoussée dans la mer sur ordre de saint Guénolé, Dahut / Ahès a pris le nom de Marie Morgane. Quand la lune est visible au large et que le temps clair annonce un orage, elle chante avec « sa voix de sirène ». Le Braz rapporte aussi une tradition selon laquelle le premier pont que l'on tenta de bâtir à Douarnenez s’écroula, parce qu’il était situé au-dessus de l’endroit où Dahut avait été repoussée dans les flots.

#### Autres collectes
Yann ar Floc'h recueille en 1905 la plus longue version orale connue de l'histoire du roi Marc'h, dans laquelle Dahut intervient deux fois pour le punir (en échangeant ses oreilles avec celles de son cheval Morvarc'h, puis en assistant à sa mort). Ce récit prouve une contamination entre ces deux grandes légendes bretonnes.

## Personnages
La légende de la ville d'Ys s'articule autour de trois personnages : le saint (Corentin ou Guénolé) qui incarne le Bien, Dahut qui incarne le mal, et le roi Gradlon placé face à un choix. Aucune des versions anciennes (hagiographiques) n'attribue de caractère particulier à chacun des personnages.

### Dahut
Pour Régis Boyer, Dahut pourrait être influencée par l'image de la déesse-mère des mythologies nordiques.

### Le saint
Dans les versions hagiographiques, le personnage principal est toujours celui du Saint, qu'il s'agisse de Corentin ou de Guénolé. Les actions et les lieux d'attribution (Douarnenez ou Quimper) sont interchangeables : le saint agit pour éliminer la source du mal dans la ville d'Ys, à savoir Dahut.

### Gradlon

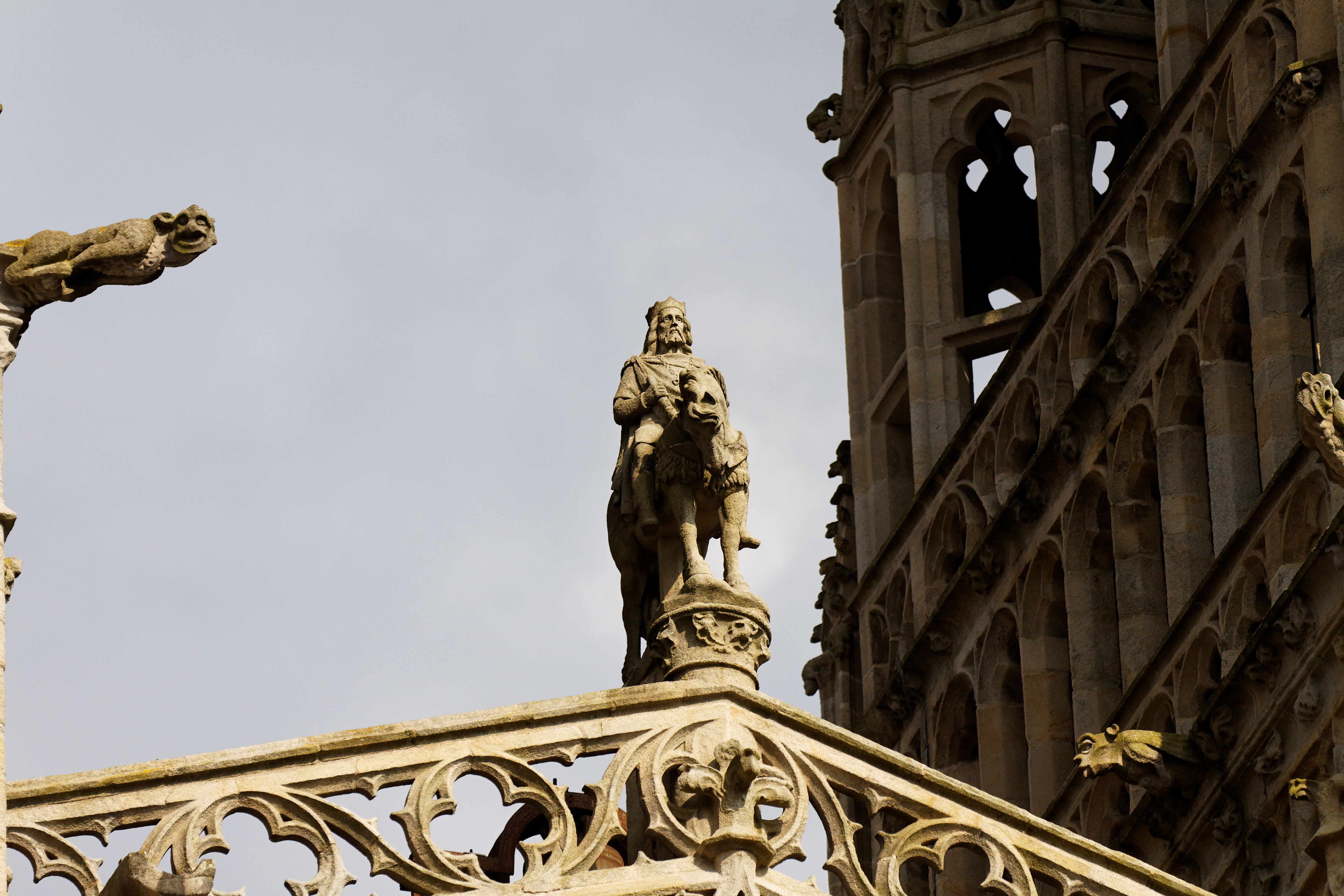
Statue du roi Gradlon, située entre les flèches de la cathédrale Saint-Corentin de Quimper.

Le roi Gradlon semble lui aussi avoir depuis longtemps sa place dans le légendaire breton, notamment en tant que fils de Conan Mériadec. La tradition situe son tombeau dans l'abbaye de Landévennec. Tout au long de la légende de la ville d'Ys, Gradlon apparaît tiraillé entre deux valeurs, l'amour qu'il porte à sa fille et son respect des valeurs chrétiennes. Dans la version de Pierre Le Baud, la plus ancienne, c'est lui qui nomme Corentin évêque de Quimper[réf. nécessaire].

## Analyse
La ville d'Ys occupe un rôle central dans les légendes et croyances bretonnes.

### Localisations

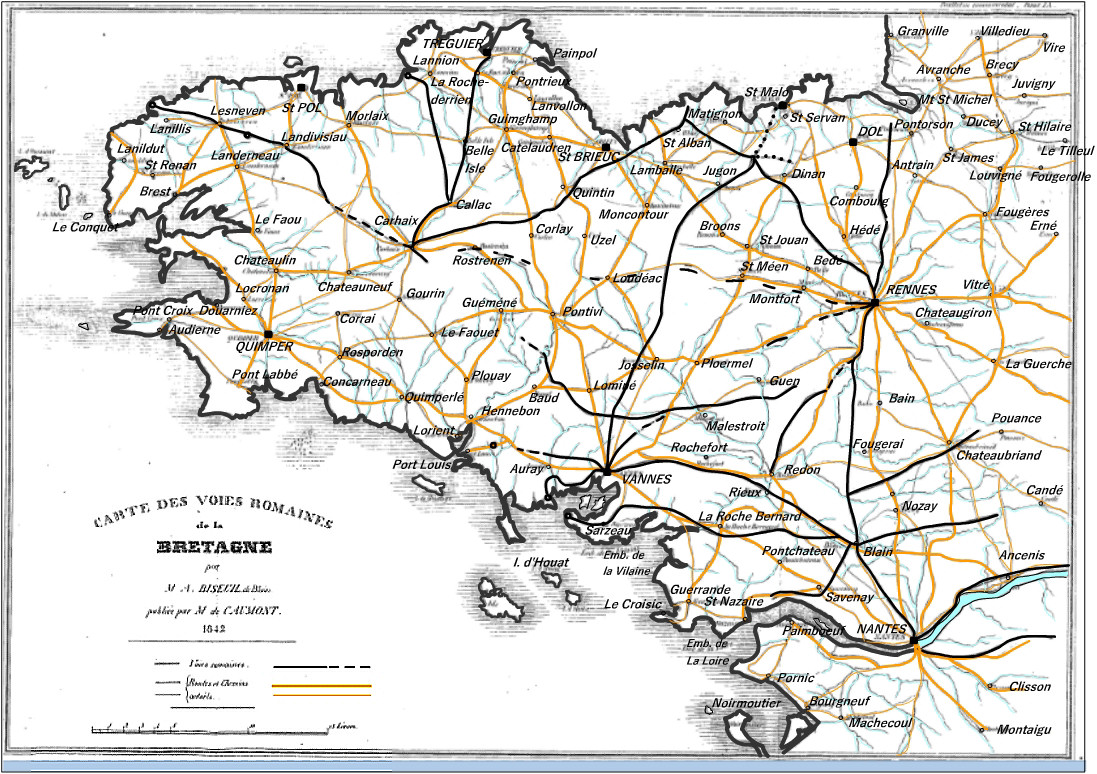
De nombreux villages côtiers jalonnent l'extrémité occidentale de la voie romaine appelée hent a Is, le « chemin d'Is », allant de Carhaix (rattachée par la toponymie populaire à Ker Ahez, « la ville d'Ahès », l'autre nom de Dahut) au cap Sizun. Les vestiges gallo-romains découverts dans ces villages leur permettent de revendiquer l'emplacement de la cité légendaire dans leur partie basse.

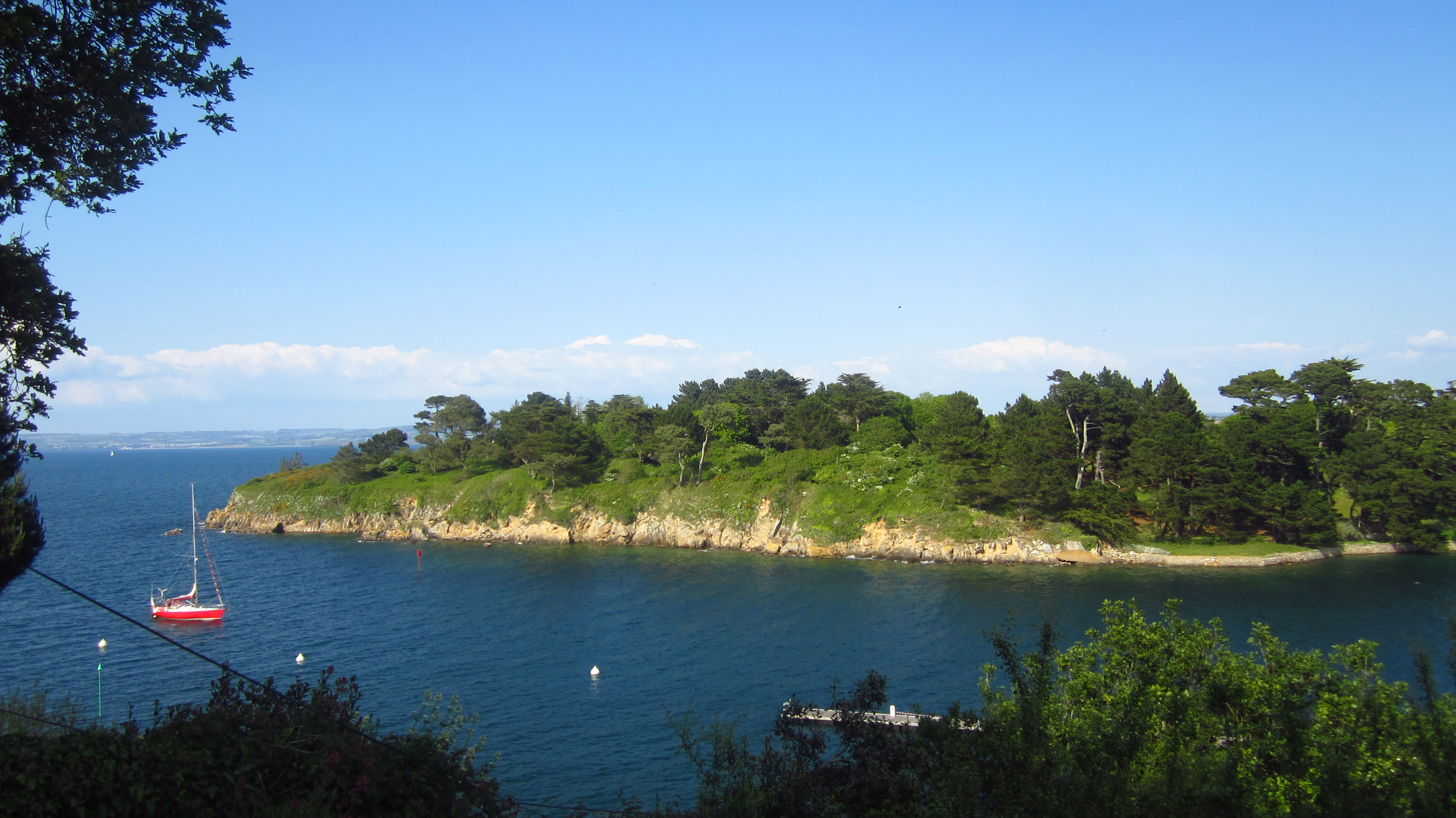
L'île Tristan serait la partie émergée de la ville d'Ys en baie de Douarnenez.

Si la localisation supposée d'Ys a évolué, son placement en Basse-Bretagne, à l'extrémité occidentale de la Bretagne, est resté une constante. Dès 1526, l'imprimeur Josse Bade fait paraître dans les Nuits attiques une mention du placement d'Ys en Armorique près de Tonquédec. Émile Souvestre cite cette tradition bien connue, selon laquelle la ville d'Ys s'élevait dans ce qui est aujourd'hui la baie de Douarnenez. Il place la partie encore visible de ses ruines sur l'île Tristan. Paul Sébillot écrit que la baie de Douarnenez « n'a pas toujours eu sa configuration actuelle », mentionnant la présence de rochers et d'un dolmen découvert pendant les grandes marées, ce qui porte à croire qu'une ville y a jadis été engloutie. Après l'engloutissement, à l'emplacement de ce qui était devenu la nouvelle rive de la baie des Trépassés, un nouveau village du nom de Douarnenez (du breton Douar nevez, « nouvelle terre » ou Terre-Neuve) serait né. Cependant, l'étymologie la plus vraisemblable pour Douarnenez est Tutouarn-enez, « île de Tutouarn ». Une autre origine souvent avancée est Douar an Enez, « la terre de l'île », en référence à l'Île Tristan.
La localisation supposée de la ville a évolué, car d'après Paul Sébillot, ses ruines étaient jadis imaginées sur la pointe du Raz, probablement en raison de son aspect découpé. Une autre tradition situe une immense ville engloutie tout au long de la baie d'Audierne, survolée par les âmes de Dahut et Gradlon sous la forme de deux corbeaux. Au XVIIIe siècle, la ville d'Ys était placée dans le sud du Finistère. Au XIXe siècle, d'autres auteurs comme Boucher de Perthes l'ont située plus au nord, vers Pontusval ou entre Perros-Guirec et Morlaix. Il est probable que les revendications tardives soient devenues plus nombreuses avec la montée en popularité de la légende.
Certains éléments de la légende s'attachent plutôt à la ville de Quimper. Gradlon s'y serait réfugié pour en faire sa nouvelle capitale. Une statue équestre du roi est toujours visible entre les flèches de la cathédrale Saint-Corentin. Une autre hypothèse : Douarnenez est presque homonyme de Douarwened (Pays Vannetais-Vénète). L'Anonyme de Ravenne au VIIe siècle situe, d'après d'anciens textes grecs, une ville Chris, Venetis : (Kêris, aux Vénètes) dans la Bretagne aux marais et Brière. Ces marais sont encore très nombreux en Morbihan. Un port en bas (keris) de Crac'h (hauteur), aujourd'hui La Trinité-sur-Mer, où se trouve Kerisper, aurait pu abriter naturellement la flotte de 220 navires citée par César. La puissance navale Vénète fut bien engloutie par Rome en -56. C'est la seule catastrophe historique en rapport avec la légende.
L'archéologie sur terre comme en mer met au jour des vestiges qui ont intrigué les esprits pendant des siècles et donné naissance à la légende de la submersion de la ville d'Is, engloutissement auquel des générations de paysans et de pêcheurs ont cherché à donner une explication mythologique. Bien que la cité légendaire relève plus du
patrimoine oral que de l'archéologie, ces découvertes sont vulgarisées par les médias qui font resurgir l'imaginaire du mythe de la ville d'Ys à cette occasion et peuvent se révéler un relais important de communication pour la valorisation touristique des sites qui revendiquent l'emplacement de la cité engloutie,.
| |
| Chaque baie de la côte bretonne de la Manche et de la mer Celtique s'invente des traditions locales liées à une ville ou un château engloutis. L'ouest de la baie de Douarnenez revendique les vestiges d'Ys : d'anciennes voies romaines s'y arrêtent devant la mer comme pour mener à des lieux autrefois habités et plusieurs récits racontent qu'un pêcheur voit son ancre accrochée au clocher ou dans les barreaux d'une fenêtre de l'église. |

| |
| L'hôtel-restaurant de la Ville d'Ys, devenu aujourd'hui le Relais de la Pointe du Van, et l'hôtel-restaurant de la baie des Trépassés donnent accès à la plage de sable devenu blanc car alimenté par les ossements des noyés. |

| |
| Différentes plages (Lieue de grève, Kervigen, Sainte Anne La Palud, Kervel, Trez-Malaouen, Lanevry, ou la plage du Ris en Douarnenez sur cette photographie) font partie du folklore local qui raconte que par temps clair, on voit les cheminées et le clocher d'Ys et par nuit calme et vents d'ouest, on entend tinter les cloches. |

| |
| Certains folkloristes ont voulu retrouver la cité dans l'étang de Laoual recouvrant les restes d'un village détruit par une tempête d'équinoxe qui a créé une brèche dans le cordon de galets doublé d'un cordon dunaire protégeant l'étendue d'eau. |

| |
| Sur la plage Ty-Anquer, près de l'île Salgren en Ploéven, des coffres en schiste, surnommés tombes des Korrigans, émergent du sable, par forte marée basse, mais il s'agit de sépultures de l'âge du bronze, témoignages de la transgression flandrienne. |

| |
| Les découvertes de sites mégalithiques submergés et de sépultures mésolithiques alimentent régulièrement la légende de la cité tentaculaire d'Ys, appelée la « Ville des Sept-îles », qui s'étend de Plougrescant à la presqu'île de Quiberon (photographie de la plage du Port-Blanc à Saint-Pierre-Quiberon). |

### Symbolisme
La légende d'Ys a été fréquemment interprétée par les Bretons comme une expression de transition spirituelle entre le paganisme celtique et le christianisme. Jean Markale voit dans la submersion un mythe celtique fondateur, qui exprime le désir d'explorer l'Autre Monde et de s'approprier ses richesses, la légende de la ville d'Ys étant l'histoire la plus connue sur ce thème. Il l'analyse symboliquement comme une opposition entre une religion païenne sereine et naturaliste, une religion chrétienne rigoriste, sévère et castratrice. Pour Françoise Le Roux et Christian J. Guyonvarc'h, cette théorie souvent évoquée est fausse, les éléments écrits ne permettant pas de valider une telle interprétation. À l'époque où circulent les plus anciennes versions (XVe siècle et XVIIe siècle), Dahut la « pécheresse » n'est jamais perçue comme un symbole de paganisme celtique. Sa nature même semble inconnue. De même, aucun texte ancien ne mentionne la présence de lieux de culte païens dans la cité d'Ys. Ils en concluent qu'elle symbolise tout simplement le mal vaincu par le bien. Dans l'introduction de La Légende de la mort en Basse-Bretagne d'Anatole Le Braz, le psychologue Léon Marillier donne sa propre vision analytique de la légende, qu'il voit comme proche d'une demeure sous-marine des morts ou bien d'un lieu enchanté maintenu sous les eaux par magie, à l'instar du château de La Belle au bois dormant :

« Est-ce [...] une sorte de demeure sous-marine des morts ou bien est-ce [...] une ville enchantée qu’un charme magique retient captive sous les eaux ? [...] Le mot de résurrection est sans cesse employé pour indiquer la délivrance de la ville, et cela tendrait à faire croire qu’il s’agit bien d’une ville morte, d’une ville où n’habitent que des âmes, mais d’autre part certains récits semblent montrer que la ville a été enchantée et que la légende de la Ville d’Ys appartient par un certain côté à ce cycle de contes dont le type est la Belle au bois dormant. [...] Il suffirait qu’un habitant de ce monde-ci achetât pour un sou de marchandise dans la ville d’Ys pour qu’elle fût délivrée. Mais on ne sait en quoi consisterait cette délivrance ; est-ce la mort véritable ou au contraire la résurrection et la remontée au-dessus des eaux de la ville engloutie ? À coup sûr, la seconde hypothèse a rencontré des adeptes [...] »

— Léon Marillier, Préface à La Légende de la mort en Basse-Bretagne

### Analyse psychologique et psychanalytique
Plusieurs auteurs voient dans la conclusion de la légende d'Ys des éléments relevant de la psychologie des profondeurs. Dans La Femme celte, Jean Markale (1979) l'interprète comme un refoulement, celui des Celtes et de leur culture chassée de la Bretagne, mais restant enfouis dans l’inconscient, tout comme la ville d'Ys est cachée sous l’eau. Il exprime son désir de voir renaître cette part celtique des Bretons : « Ce qui est englouti dans les abîmes de la mémoire doit redevenir un jour conscient. Ce qui est refoulé, vaincu, doit se manifester et l’emporter ». Cet essai de Markale a cependant été très vivement critiqué dans le milieu universitaire, en particulier par Françoise Le Roux : « le mythe de la Ville Engloutie devient, avec Markale, celui de la Princesse Engloutie, et on en fait un mythe des origines parce qu'il comporterait un regressus ad uterum [...) le livre a les défauts de tout ce qu'écrit son auteur [...] incapacité d'accéder aux textes, absence de méthode, documentation indigente ».
Philippe Carrer (1983) voit dans la légende d'Ys le souvenir d'un « matriarcat psychologique », témoignant de problèmes d'intégration entre la mentalité celtique et la mentalité chrétienne. Selon lui, l'équilibre psychologique de la société celtique reposait notamment sur la médiatisation du matriarcat, qui a disparu avec le féodalisme. Avec la victoire du patriarcat sur les valeurs féminines, l'équilibre est rompu et la ville sombre tout entière. Le psychologue Pascal Hachet propose en 2002 une lecture psychanalytique de la légende. Il estime qu'Ys, depuis ses plus anciennes versions connues, symbolise la « rencontre traumatique de deux cultures [...] dont l’une disparaît après avoir été anéantie par l’autre ». Dans Le mensonge indispensable. Du trauma social au mythes, il s'appuie notamment sur les traditions populaires orales voulant que la réapparition d'Ys entraîne la submersion d'autres villes (Paris, Brest, Ouessant, Quimper...), et sur la vision populaire de la ville « suspendue » sous les eaux en l'attente d'un événement libérateur. Elle figurerait en termes psychanalytiques le refoulement conservateur dans une crypte, un clivage hermétique du Moi. Il explique les grandes variations de cette légende par cette expérience éprouvante, qui a entraîné une introjection de la perte de la culture celtique. Les valeurs celtiques auraient été mises en crypte, faute de pouvoir s'intégrer aux valeurs chrétiennes. Il y voit aussi une conséquence de « la fascination secrète et honteuse de nombreux Chrétiens pour les idées religieuses des Celtes ». Ys serait la trace culturelle originale et puissante d'une situation de deuil collectif : l'impossibilité pour les évangélisateurs en terre bretonne de se dégager de la fascination (interdite d'expression au regard des dogmes chrétiens) qu'ils ressentent face à l'absence de manichéisme exaltée par les mythes celtiques (où les idées de péché et de damnation n'existent pas), et qu'ils furent contraints (au nom de l'Église) de détruire en les diabolisant ou les « infernalisant ». Une autre étude psychanalytique du mythe, Dahud-Ahès, paraît en 2006 sous la plume de Colette Trublet. L'histoire de la ville d'Ys y raconte d'après elle la guerre que le catholicisme livre aux anciens cultes, mais surtout l'histoire de la volonté de l'homme de dominer la femme.

### Croyances et ésotérisme
La croyance en la ville d'Ys est très largement partagée, aussi bien dans les milieux intellectuels que les milieux plus populaires de la Bretagne. Jean Balcou (2002) va jusqu'à dire qu'« aucun breton ne remet son existence en doute ». Émile Souvestre signale dans ses notes sa croyance en la réalité de la ville d'Ys. Paul Sébillot semble lui aussi y croire, s'appuyant sur les très nombreux témoignages oraux qui la placent dans la baie de Douarnenez à son époque. L'amiral Thevenard estime que cette ville a existé, et que la mer poussée par un violent ouragan l'a détruite. En 1981, Yann Brekilien écrit dans son ouvrage La Mythologie celtique que la ville a « très certainement existé ». Au contraire, pour Arthur de La Borderie, Ys n'a aucune réalité historique.
Alan Stivell évoque, dans son livre consacré aux légendes celtiques, la fascination qu'elle lui procure : « Ys, la rebelle, dont on disait que, lorsqu'elle resurgirait, Paris serait alors submergé. Et je rêvais gamin, d'une grande vague celtique engloutissant Paris, comme je rêvais d'une cité de l'espace - à l'instar de la Station spatiale internationale (ISS). » Un dicton breton veut en effet que « Quand la ville d’Ys des flots sortira, Brest ainsi qu’Ouessant s’abîmera et Quimper submergé sera ». On dit encore que les cloches des églises d'Ys peuvent être entendues en mer par temps calme[réf. nécessaire].
En 2003, Pascal Bancourt publie Les Mystères de la ville d’Is - L'héritage spirituel des légendes celtiques aux éditions du Rocher. D'après lui, la légende d'Ys provient d'une tradition initiatique druidique, celtique et préceltique. Le savoir de cette « élite spirituelle » aurait perduré pendant les premiers temps du christianisme, et la légende d'Ys garderait des traces de « cette sagesse millénaire » : une initiation capable de « transmuer l'être humain » en transmettant le témoignage d'une « réalité invisible ». Dans le Porzay, une légende connexe affirme que tous les cent ans Sainte-Marie-du-Ménez-Hom ouvre les flots pour contempler la ville d’Ys.

### Ys et Paris
Josse Bade (1526) compare son étymologie à celle de Paris, information qu'il a vraisemblablement récupérée auprès de moines copistes de l'époque. Émile Souvestre cite aussi une croyance du XIXe siècle, selon laquelle « les hommes de l'ancien temps », cherchant un nouveau nom pour leur capitale, l'appelèrent Par-Is, c'est-à-dire « l'égale d'Is », pour montrer leur désir d'égaler voire de surpasser la splendeur d'Ys. D'après lui, cette étymologie populaire est acceptée en Bretagne à son époque.
En réalité, Paris doit son nom à la tribu gauloise des Parisii, ces derniers ayant pour capitale Lutetia Parisiorum, qu'on nomme actuellement « Lutèce » et qui est l'ancêtre de Paris. Une autre interprétation[Par qui ?] possible est que la ville appelée Paris dans la légende ne désignait pas forcément dès l'origine la ville que nous connaissons aujourd'hui sous ce nom mais n'importe quelle ville pouvant être vue comme l'égale d'Ys. Dans ce cas « Pari »s pourrait aussi désigner Quimper, Nantes, Rome, voire Rennes, Bruxelles, Berlin ou toute autre ville pouvant ou ayant pu être vue comme l'égale d'Ys. En grec παρά / pará, « près de », παρ' / par' devant une voyelle, (*Ις / Is)[réf. nécessaire]

### Mythologie comparée
Le mythe de la femme de l'Autre Monde est très présent en Irlande. Celui de la submersion, tel que présenté dans les différentes versions, s'éloigne sensiblement de l'interprétation celtique de ce thème dans la légende d'Ys, pour se rapprocher du motif biblique du déluge. Les villes englouties des traditions celtiques, en particulier irlandaises, sont avant tout des Autres Mondes : le síd ne peut y être atteint qu'en traversant de l'eau. Un récit du Livre noir de Carmarthen, le poème de la submersion de Maes Gwyddneu, présente des points communs avec celui d'Ys. Une jeune fille provoque la submersion « pour avoir déchaîné la mer après la fête ». La submersion est ici une punition de l'orgie et de l'ivresse. La ville engloutie galloise de Cantre'r Gwaelod peut également être comparée à celle d'Ys, leur récit émanant probablement de l’adaptation par un clerc de la légende biblique sur la destruction de Sodome et Gomorrhe à une tradition indigène d’eschatologie par submersion.

## Ys dans la littérature et les arts

### Littérature
Au XXe siècle, différentes versions d'Ys visent à présenter la légende à un vaste public.

#### Romans adultes
C'est La Légende de la ville d'Ys d'après les textes anciens, version écrite par Charles Guyot en 1926 aux éditions d'Art Piazza (réédition Coop Breiz), qui vient à être considéré (à tort selon certains avis[Lesquels ?]) comme la version canon de l'histoire d'Ys. En 1961, Henri Queffelec publie Tempête sur la ville d'Ys aux Presses de la Cité. Tentative de reconstitution romancée de la fin d'Ys, cette version est basée sur la légende, mais aussi, d'après son auteur, sur des bases « scientifiques, géographiques et historiques ». Michel Le Bris publie en 1985 le roman Ys, dans la rumeur des vagues, aux Éditions Artus. Ys est l'histoire de nos tumultes intérieurs. Le désir et la nécessité de plonger dans les mythes pour féconder notre façon de penser le monde. Le Roi d'Ys de Poul et Karen Anderson (1986-1988), aux éditions du Bélial, est nettement plus romancé. Ys devient une cité fédérée qui depuis Jules César jouit d’un statut privilégié, et dont la fondation remonte à l’arrivée de fugitifs carthaginois. Françoise Gange publie en 1988 La Ville plus basse que la mer chez Flammarion. Elle y raconte la « conquête spirituelle » et la destruction d'Ys par Guénolé. À travers Guénolé, F. Gange montre comment l'église entretient la haine du corps vivant par opposition aux anciens cultes (celtiques et grecs) qui le magnifient. Dans Les Bienveillantes, Jonathan Littell évoque la légende de Vineta, cité située sur la côte de la Baltique dans l’actuelle Pologne, et la compare à Ys. Ys a fourni la matière du roman parodique La Dérive des incontinents, publié par Gordon Zola en 2008. Il évoque la persistance de sa famille régnante. Plusieurs polars et romans policiers reprennent le cadre de la légende. Martial Caroff est l'auteur des Quatre Saisons d’Ys dans la collection granit noir (2000-2007, rebaptisé les Cinq Saisons d'Ys à la parution du cinquième tome). Il fait bourlinguer ses personnages dans la cité d’Ys autour d’enquêtes. Dans Folie d'Ys - Enquête sur la Légende, paru dans la collection Polars & Grimoires, Michel Brosseau souligne, au détour d'une intrigue policière, la construction de la légende d'Ys par les chrétiens et l'Église catholique, aux fins d'édification des masses.
Les Marins ne savent pas nager de Dominique Scali, roman québécois qui a remporté plusieurs prix littéraires, publié en 2022. L entièreté de l histoire se passe sur l île d Ys où l on suit les aventures de Danaé Poussin.

#### Romans jeunesse
- Le Petit Roi d'Ys de Georges G. Toudouze, auteur de la série jeunesse Cinq jeunes filles, paraît en 1923. Dans cette version, Gradlon est un roi bon et généreux qui épouse la princesse Ahès. Celle-ci ouvre les écluses qui protègent la ville d'Ys de la fureur des flots. Ces derniers s'engouffrent dans l'ouverture, engloutissant la cité et tous ses habitants[réf. nécessaire].
- Le Pays d’Ys (2001-2003) est également un des mondes dans lesquels les héros du Livre des Étoiles d’Erik L'Homme évoluent.
- Ker-Is la légende de la ville au milieu des flots (2010) est un album jeunesse paru chez Albin Michel Jeunesse, de Jean-Pierre Kerloc'h. Les illustrations y sont de Jérémy Moncheaux.[réf. nécessaire]
- Fille de la tempête - La légende de la ville d'Is, de Béatrice Bottet (2011). Écrit à la première personne du singulier, le roman adopte le point de vue de Dahut. La jeune princesse éprise de liberté, attachée aux traditions celtes, se heurte au moine Corentin puis à Guénolé, qui tentent d'imposer à Is la religion chrétienne[92].
- Les Murmures d'Ys, de B.B. Hara (tome 1, L'Ordre de la Croix d'argent, paru en 2019). Située au XIIe siècle, la saga suit les aventures d'un jeune paysan, d'un moine et d'une korrigane lancés sur les traces de la ville engloutie d'Ys. Avec son trio principal, l'autrice fait cohabiter des espèces (korrigans et humains), des ordres sociaux et des convictions très différentes. Ainsi, pour Ewyn (moine exorciste), Ys apparaît comme un repaire de spectres haineux, tandis que Killian (paysan misérable) y voit une vision de rêve, la promesse de trésors sonnants et trébuchants. D'autres légendes bretonnes telles que l'Ankou, l'Anaon[93] ou le Yeun Elez sont également évoquées au fil des pages[94]. Les illustrations, graphiquement proches du manga et du light novel, sont signées par Looveel[95].

#### Bandes dessinées
- La bande dessinée Bran Ruz paraît de 1978 à 1981. L'histoire a été prépubliée dans la revue (À suivre), puis publiée en album. Elle s'inspire de la légende d'Ys, qui y est présentée au public lors d'un fest-noz, et fait appel à plusieurs autres personnages des légendes bretonnes, en particulier l'Ankou et les Korrigans[96]. Cette bande dessinée est très imprégnée de la pensée post soixante-huitarde. Elle dénonce les dérives du catholicisme, puisque c'est Gwénolé qui y cause l'inondation d'Ys. Les auteurs de Bran Ruz se sont longuement documentés auprès de spécialistes, mais ils ont confié leur préface au prolixe Jean Markale[97].
- La série de bande dessinée Merlin mêle la légende d'Ys à celle de Merlin et à d'autres éléments de la mythologie bretonne. Dans le premier tome, « La colère d'Ahès », la princesse d'Ys souhaite se venger des Humains et ordonne au maître des sylphes de féconder la plus pure des humaines pour enfanter son champion, Merlin[98]. Le 10e tome intitulé « La Princesse d’Ys » conclut sur l'affrontement entre Ahès, la princesse d'Ys, et son fils Merlin. D'après le critique Jean-Sébastien Péron, Ahès s'y montre sensible et fragile et l'affrontement entre Ahès et Merlin donne toute la dimension dramatique au récit[99].
- La série Les Druides de Thierry Jigourel, Jean-Luc Istin et Jacques Lamontagne évoque Ys dans le second tome, « Is la blanche » (2006), quand Gwenc'hlan doit enquêter auprès de Dahut dans la légendaire cité, sur fond de tensions entre catholiques et païens[100].
- Ys, la légende de Jean-Luc Istin et Dejan Nenadov, trilogie (Trahison, Vengeance et Déluge) parue de 2011 à 2014 aux éditions Soleil Productions .
- La ville d'Ys de Rodolphe et Raquel Alzate, deux volumes (La folie Gradlon et Morgane la rouge) parus aux éditions Dargaud en juin et septembre 2013.
- Ar-Men, l'enfer des enfers, d'Emmanuel Lepage, paru le 1er décembre 2017 aux éditions Futuropolis, utilise la légende d'Ys pour illustrer les dangers de la côte bretonne entre la pointe du Raz et la chaussée de Sein et place Ys au large de la pointe du Raz.
- Ys[101], d'Annaïg et Loïc Sécheresse, paru le 19 septembre 2018 aux éditions Delcourt, préfacé par Gilles Servat, propose une adaptation contemporaine de la légende d'Ys[102].
- Sœurs d'Ys, BD de Joséphine Rioux et Matthew Tobin Anderson, parue aux éditions Rue de Sèvres en 2020 (à compléter).

### Théâtre
- Ys la Maudite : Goulc'han Kervella (Ar Vro Bagan, 1987)
- 2000 : Lionel Courtot livre dans Ys, adaptation théâtrale de la légende de la ville, aux Éditions Alain Bargain, un portrait fort et émouvant des différents protagonistes de la légende d’Ys.
- Au pays de la Gwerz : évocation poétique, musicale, lyrique, conçue, écrite et réalisée par Patrick Nedellec. Théâtre du Sphinx, Nantes, le 13 mai 2016.

### Filmographie
- La Cité d'Is : téléfilm de Michel Subiela (1970) avec André Valmy (le roi Gradlon) et Isa Mercure (Malgven / Dahuse) : dans Le Tribunal de l'impossible, série télévisée (1967-1974), saison 1, épisode 10.
- La ville d'Ys sur un plateau : reportage de Bernadette Bourvon diffusé sur France 3 le 29 novembre 2014.
- Dans les années 1980, une série d'animation, Ys la magnifique, coproduite par Antenne 2, avait été mise en chantier, mais ce projet a été abandonné en 1988 en raison de la liquidation du studio Bélokapi[103].
- En 2014, la ville d'Ys est évoquée dans le téléfilm Rouge sang de Xavier Durringer.

### Musique

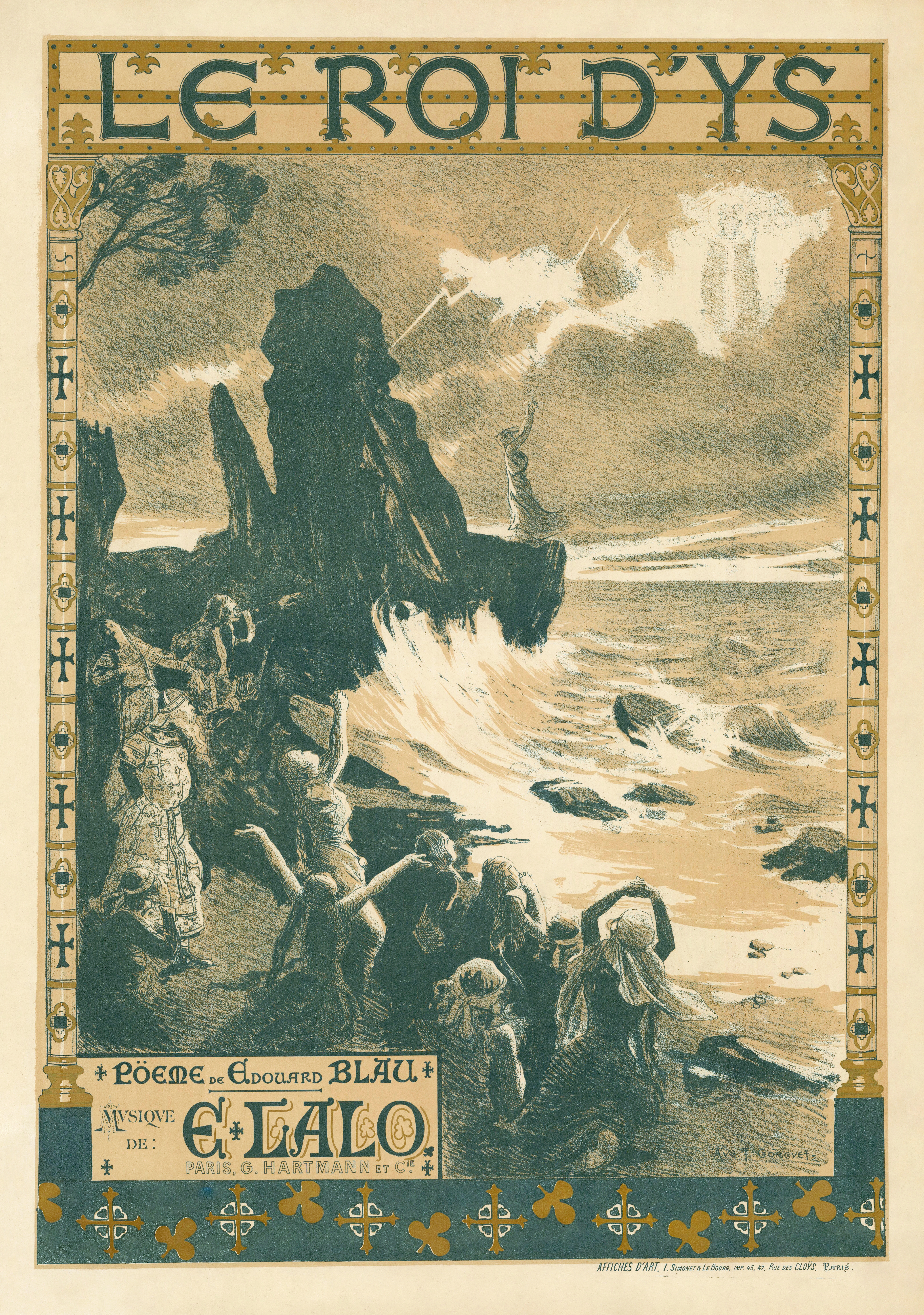
Affiche de l'avant-première de l'opéra Le Roi d'Ys en 1888.

L'aspect historique et épique de la légende oriente la création Le Roi d'Ys d’Édouard Lalo dans sa première version en 1875. Dans sa version définitive, le « grand opéra » se concentre sur l'aspect dramatique. Présenté en mai 1888, l'ouvrage atteint la 100e représentation à l’Opéra-comique le 24 mai 1889. L’introduction de thèmes folkloriques, présentant souvent une tournure musicale modale, lui permet d’échapper au modèle wagnérien dominant, en plus de « créer une atmosphère, définir un espace, tenter une localisation qui fassent à la fois vraisemblables et mythiques ». Le succès de l'opéra de Lalo permet d'installer Ys durablement dans la culture[réf. nécessaire].
Le Chat noir, cabaret de la butte Montmartre, reste attaché à la création du théâtre d’ombres : La Ville d’Is, récit fantastique est écrit et composé en 1895 par Georges Fragerolle et les 7 tableaux sont illustrés par H. Callot et L. Martin. Claude Debussy aurait été inspiré par la lecture de l’évocation de la légende au début des Souvenirs d’enfance et de jeunesse d'Ernest Renan pour écrire le prélude pour piano La Cathédrale engloutie (1909-1910). Son défi est de recréer l’univers de la légende musicalement, avec une atmosphère maritime et presque médiévale permettant de suggérer la ville d'Ys.
Parmi le mouvement bardique, deux compositeurs s'intéressent à la légende : Bourgault-Ducoudray évoque Ahès dans La Chanson de la Bretagne et le Nantais Jacques (Jac) Pohier reprend la version du Barzaz Breiz et la mélodie de Souêtre dans le cinquième tableau A Ger a Iz de son épopée bretonne Armor. Parmi les compositeurs qui fondent en 1912 l'Assemblée des compositeurs bretons, deux, Paul Martineau et Paul Le Flem, traitent de la ville d'Ys et plus spécialement de Dahut. Cependant, Martineau, qui meurt en 1915 à vingt-cinq ans, n'a pas eu le temps d'écrire son opéra Dahut mais il réussit à composer en parallèle un ballet, Sous les flots. Le thème apparaît à trois reprises dans l'œuvre de Paul Le Flem : en 1908 dans Crépuscule d'Armor, un chœur pour femmes, au lendemain de la Seconde guerre mondiale dans La Magicienne de la mer, un opéra achevé en 1947 et créé à l'Opéra-comique en 1954, puis vingt ans plus tard, il revient sur le sujet dans La Maudite, gwerz qui puise sa source dans le Barzaz Breiz.

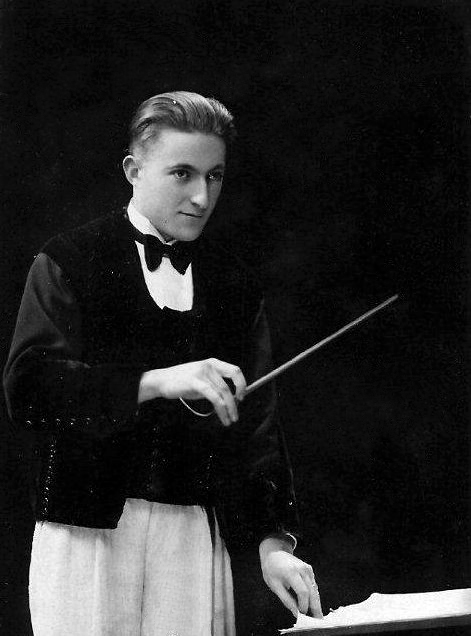
Le chef d'orchestre breton Jef Le Penven.

Jef Le Penven écrit Gradlon et la ville d'Ys pour bombarde et orgue. En 1942, Le Penven écrit Teir C’hannen e stumm ar c’hanaouennou pobl (« Trois chants dans l’esprit populaire ») pour ténor et piano, un recueil qui s’ouvre sur Kanenn Dahud, le « Chant de Dahut » (paroles d’Abeozen en breton KLT et musique inspirée du mode dorien de la Complainte sur la ville d’Is). En 1954, après son installation à Quimper, Le Penven publie Klemmgan ar Varc'hegeien, la Complainte des chevaliers extraite du Jeu du roi Gradlon d’Hélias. Hélias, organisateur des Fêtes de Cornouaille depuis 1948, lui propose de composer la musique d’un son et lumière pour la fête quimpéroise de 1954. La deuxième partie de la fresque, retraçant deux cents ans d’histoire, est consacrée à La grande légende de la ville d’Ys.
En 1959 le compositeur belge écrit son œuvre "la Messe des Morts à Is" sur le texte de George-Day. C'est son op. 72 pour chœur mixte. Les textes de la messe des morts catholique sont alternés avec les poèmes hallucinants sur la ville[réf. nécessaire].
L’interprétation de la légende est multiple et les compositeurs s’accordent également une part de liberté pour exprimer leur imaginaire. Alan Stivell intitule tout simplement sa composition Ys, jouée à la harpe celtique en 1971, tout comme le Normand Aubert Lemeland en 1973 avec son œuvre pour guitare classique Ys. Le groupe italien de rock progressif Il Balletto di Bronzo se fait connaître en 1972 avec l'album Ys. Ys inspire le guitariste de Stivell, Dan Ar Braz, pour le concept de son premier album Douar Nevez en 1977, suite musicale basée sur les éléments naturels et légendaires, ainsi que les autres musiciens d'Alan Stivell qui le quittent pour former le groupe folk YS en décembre 1975. L'unique album du groupe est Madame La Frontière en 1976. Jean-Yves Malmasson associe Le Chant de Dahut (1985) à son instrument, les ondes Martenot qui dialoguent avec l’orchestre à cordes, tout en faisant sonner au loin une bombarde. Cette œuvre, jouée par l'Orchestre de Rennes (futur orchestre de Bretagne), est primée par la SACEM, en 1986 au festival Les Tombées de la nuit à Rennes.
En 1982, à la demande du festival de Cornouaille, le compositeur brestois Pierre-Yves Moign met en avant le roi dans Gradlon Meur ou Is la Ville engloutie. La représentation symphonique a lieu dans la cathédrale de Quimper avec le Manchester Youth Orchestra. En 1994, René Abjean a pour projet la création à Douarnenez du spectacle Tambouliner Ker Ys, associant chant (Ensemble chorale du bout du monde), danse (cercles celtiques) et déclamation. C’est finalement en 2000, à l’occasion des cinquante ans de l'association Kendalc'h, qu’il réalise l’oratorio Liñvadenn Ker Is en onze tableaux, interprété par des chorales, l'orchestre et le chœur de Brocéliande, sous la direction de Jacques Wojciechowski, avec une orchestration de Bruno Gousset.

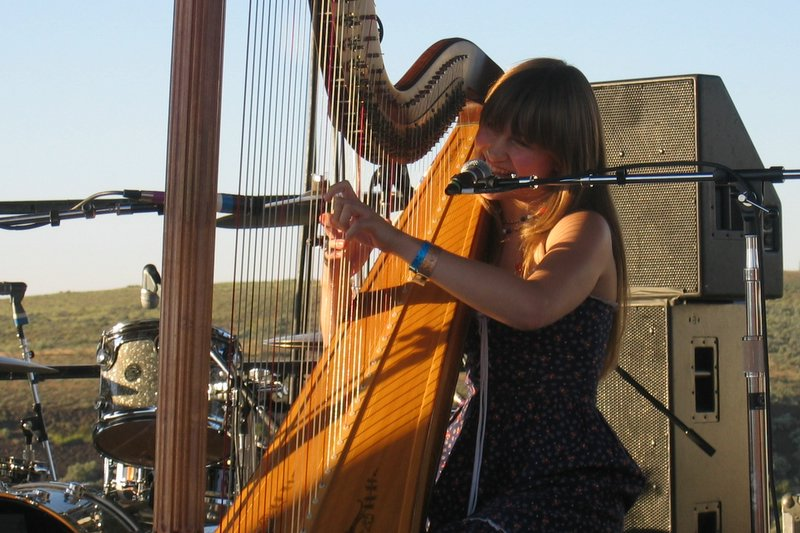
Joanna Newsom, harpiste américaine ayant sorti l'album Ys.

En 1994, le groupe Nantais Cherche-Lune enregistre le morceau Ys sur son album Dun Emrys. En 2006, la musicienne californienne Joanna Newsom chante et joue de la harpe sur son album Ys et le groupe Wig A Wag intitule un morceau Babylone Kêr-Is sur l'album éponyme Wig A Wag : la légende de la ville d'Ys est universelle, relayée par les musiques amplifiées, au croisement des musiques populaires et savantes. En 2011, le compositeur brestois Benoît Menut écrit YS, pour saxophone alto et piano (op. 31), en 2012, le germano-italien Caspar de Gelmini écrit YS : A imaginary Roadmovie from Paris to Douarnenez, pour ensemble (11 musiciens) et en 2019, le compositeur Corentin Apparailly écrit Ys, légende pour trois pianos (op. 3). 

#### Gwerz et chansons

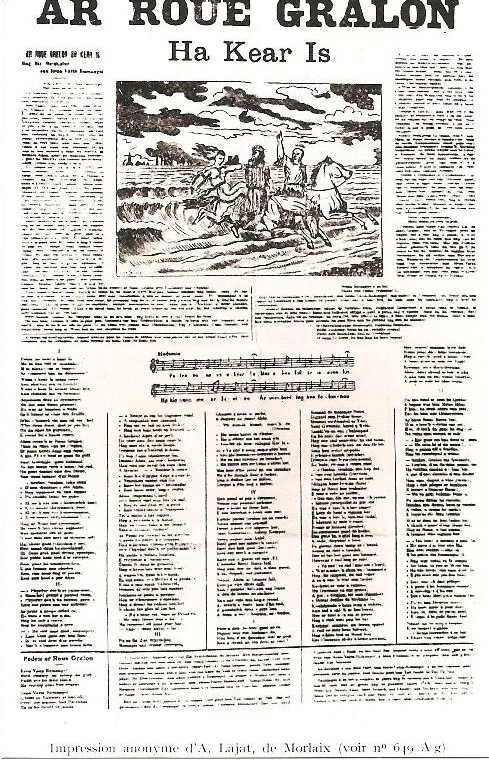
Feuille volante de la gwerz Ar Roue Gralon ha Kear-Is.

La première trace écrite d’un chant consacré à la ville d’Ys date de 1845, dans la seconde édition du Barzaz Breiz, un chant intitulé Livaden Geriz, Submersion de la ville d’Is. La gwerz Ar Roue Gralon ha Kear-Is, composée en 1850 par Olivier Souêtre dit Souvestre, se diffuse dans les milieux populaires, notamment au travers des milliers de feuilles volantes vendues. Cette version, récitée par Yann ar Minous dans le Trégor, impressionne le compositeur Paul Le Flem et le chanteur Yann-Fanch Kemener.
Comme le remarque le compositeur Bourgault-Ducoudray, l’air de la complainte est réadapté pour d’autres sujets (Skolvan, Dom Yann Derrian, Judith et Holopherne), pour des cantiques, jusqu'à chanter les paroles latines de la Prose des Morts sur cette formule mélodique. C’est cet air que joue l’organiste de la cathédrale de Saint-Brieuc Charles Collin (1827-1911), quant à son fils, organiste de Notre-Dame de Rennes, c’est la mélodie du Barzaz Breiz qui inspire sa Rhapsodie bretonne, submersion de la ville d’Is (1922). Bourgault-Ducoudray a en quelque sorte légitimé la complainte comme populaire et assuré sa diffusion dans le milieu musical savant. Elle est reprise dans des pièces : Marcel Labey l’utilise dans Fantaisie pour orchestre op. 3 (1900), Jean Langlais harmonise la Légende de la ville d'Ys pour 4 voix mixtes (op. 55a) et pour piano (op. 55b) en 1947. Mais, dès 1854, Jean-Charles Hess s’inspire de la légende pour La Fête des oiseaux à Quimperlé dans sa troisième pièce consacrée au Roi Gradlon.
Élève de Bourgault-Ducoudray, Maurice Emmanuel parcourt la Bretagne, attiré par le chant populaire et la modalité. En 1889-1890, il écrit un poème symphonique en sept parties avec chœurs (textes de Jos Parker), intitulé Bretagne, qu’il détruit en 1930 et y substitue une composition en quatre parties qui constitue sa Deuxième Symphonie « bretonne ». L'œuvre, construite autour de la légende du roi Grallon, est orchestrée par Paul Paray.
Une gwerz intitulée Kêr Ys a été interprétée par plusieurs chanteurs bretons, dont Yann-Fañch Kemener sur l'Héritage des Celtes. Elle a été reprise en version punk rock par Tri Bleiz Die, sous le titre de Ar Gêr a Is, dans leur album Dalc'homp Mat!. Tri Yann a créé sa propre chanson sur la ville d'Ys nommé Loc'hentez Kêr Is, enregistrée dans l'album Abysses en 2007. Dans son album Ô filles de l'eau, Nolwenn Leroy place la légende au cœur d'une chanson en breton, Ahès, écrite par Gwennyn en 2012.

### Jeu vidéo
La légende d'Ys a inspiré une série de jeux vidéo du même nom de la société japonaise Falcom. Cette série, entamée dans les années 1980, s'est vue déclinée sur plusieurs plateformes, du MSX à la PlayStation 4.
Dans le MMORPG Dark Age of Camelot, produit par Mythic (Warhammer online) et sorti le 9 octobre 2001, l'un des serveurs français portait le nom de YS (l'autre était Brocéliande).